# Луговское сельское поселение (Воронежская область)
Луговское сельское поселение — муниципальное образование Богучарского района Воронежской области России.
Административный центр — село Луговое.

## Население
| 2000  | 2005  | 2010  | 2012  | 2013  | 2014  | 2015  | 2016  | 2017  |
| ----- | ----- | ----- | ----- | ----- | ----- | ----- | ----- | ----- |
| 1951  | ↘1899 | ↘1841 | ↗1852 | ↗1900 | ↗1929 | ↘1904 | →1904 | ↘1891 |
| 2018  | 2019  | 2020  | 2021  |       |       |       |       |       |
| ↗1892 | ↘1885 | ↘1865 | ↘1730 |       |       |       |       |       |

## Населённые пункты
В состав поселения входят:
- село Расковка,
- село Данцевка,
- хутор Краснодар,
- село Луговое.